# Mongkol Tossakrai
Mongkol Tossakrai (Thai: มงคล ทศไกร, * 5. September 1987 in Chiang Mai), auch als Yen bekannt, ist ein thailändischer Fußballspieler.

## Karriere

### Verein

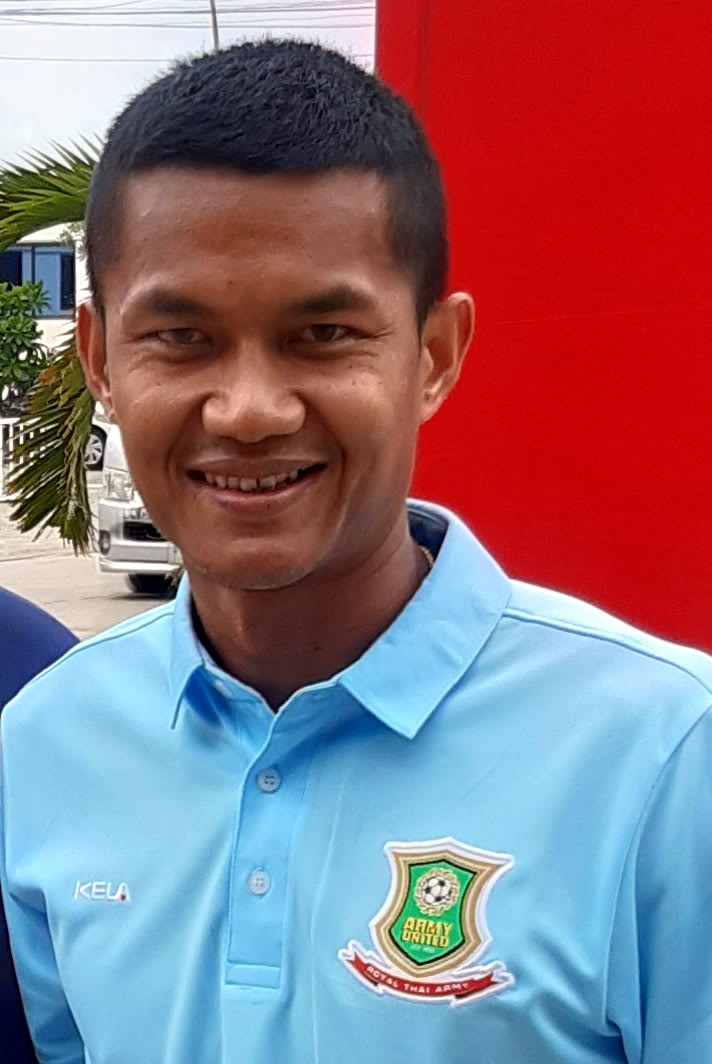
Mongkol Tossakrai

Sein erster Jugendverein war die Ang Thong Sports School und anschließend FC Krung Thai Bank. Hier spielte er von 2000 bis 2008. 2009 wechselte er von der Jugendmannschaft in die Profimannschaft des Clubs, wo er zwei Spiele bestritt. 2009 wechselte er zu Army United. Während der Zeit bei Army United schoss er 20 Tore in 111 Spielen. 2012 wurde er nach Rayong zu PTT Rayong FC ausgeliehen. Hier schoss er in 19 Spielen vier Tore. Mitte 2016 wechselte er in den Norden Thailands zu Chiangrai United. In der Rückserie spielt er zehn Mal für den Club. 2017 wurde er zu Muangthong United nach Bangkok ausgeliehen. In 15 Spielen der Hinserie schoss er vier Tore. Zur Rückserie 2017 wurde er an die Ostküste zum dortigen Club Pattaya United verliehen. In elf Spielen schoss er ein Tor. 2018 wurde er zu Police Tero FC nach Bangkok ausgeliehen, wo er in 32 Spielen drei Mal das Tor traf. 2019 kehrte er zu seinem alten Verein Army United, der in der Thai League 2 spielt, zurück. Nachdem Army United im November 2019 beschloss, sich aus der Thai League 2 zurückzuziehen, verließ er den Verein und schloss sich dem Erstligisten Sukhothai FC aus Sukhothai an. Im August 2020 wechselte er nach Trat zum Ligakonkurrenten Trat FC. Am Ende der Saison 2020/21 musste er mit Trat als Tabellenvorletzter in die zweite Liga absteigen. Nach dem Abstieg wechselte er in die dritte Liga. Hier schloss er sich zur Saison 2021/22 dem Zweitligaabsteiger Uthai Thani FC an. Mit dem Verein aus Uthai Thani spielte er in der Northern Region der Liga. Am Ende der Saison 2021/22 feierte er mit Uthai Thani die Meisterschaft der Region. In der National Championship, den Aufstiegsspielen zur zweiten Liga, belegte man den ersten Platz und stieg nach einer Saison in der Drittklassigkeit wieder in zweite Liga auf. Für Uthai Thani absolvierte er 19 Ligaspiele. Nach dem Aufstieg verließ er den Verein und schloss sich dem Zweitligisten Kasetsart FC aus der Hauptstadt an. Für den Hauptstadtverein bestritt er 30 Ligaspiele. Zu Beginn der Saison 2023/24 wechselte er im Sommer 2023 zum ebenfalls in der zweiten Liga spielenden Ayutthaya United FC. Nach einer Woche wurde der Vertrag wieder aufgelöst. Im Januar 2024 verpflichtete ihn der Drittligist Raj-Pracha FC. Mit dem Hauptstadtverein spielt er in der Western Region der Liga. Obwohl er in der Saison 2023/24 nicht zum Einsatz kam, wurde sein Vertrag im Juli 2024 um ein weiteres Jahr verlängert.

### Nationalmannschaft
Von 2013 bis 2018 spielte er 41-mal für die thailändische Nationalmannschaft, wo er zehnmal das Tor traf.

## Erfolge

### Verein
Chiangrai United
- Thailändischer Supercup-Sieger: 2018

Muangthong United
- Thailändischer Supercup-Sieger: 2017

Uthai Thani FC
- Thai League 3 – North: 2021/22
- Thai League 3 – National Championship: 2021/22  ▲

### Nationalmannschaft
Thailand
- Südostasienmeisterschaft: 2014, 2016
- King’s Cup: 2016, 2017

## Auszeichnungen
Thai Premier League
- Spieler des Monats Mai 2014